# Паничери
Паничèри е село в Южна България, община Хисаря, област Пловдив.

## География
Село Паничери се намира на около 37 km север-северозападно от областния център град Пловдив, около 6 km югозападно от общинския център град Хисаря и около 36 km изток-югоизточно от град Панагюрище. Разположено е в южното подножие на Същинска Средна гора, на границата с Горнотракийската низина. Надморската височина в центъра на селото е около 322 m. През селото тече река Пикла (Тикла), десен приток на река Стряма. Климатът е преходно-континентален, почвите в землището са преобладаващо алувиални и нискодолинни (мощнохумусни), силно излужени до слабо оподзолени.
През Паничери минава третокласният републикански път III-6061, водещ на северозапад през село Старосел към село Красново, а на югоизток към село Черничево с отбивка на юг към селата Ново Железаре, Житница и Калояново.
Землището на село Паничери граничи със землищата на: село Мътеница на север; град Хисаря на север и североизток; село Старо Железаре на изток и югоизток; село Церетелево на юг; село Любен на юг; село Беловица на югозапад; село Старосел на запад.
В землището на село Паничери има 6 микроязовира: „Кавака“, „Под ракиджийницата“, „Дъбрава 1“, „Таревско дере“, „Груйново дере“ и „Белесис“.
Числеността на населението на село Паничери по данните от преброяванията от 1934 г. насам се променя както следва:
| \| Година на преброяване \| Численост \| \| --------------------- \| --------- \| \| 1934 \| 2878 \| \| 1946 \| 3023 \| \| 1956 \| 2784 \| \| 1965 \| 2450 \| \| 1975 \| 2206 \| \| 1985 \| 1725 \| \| 1992 \| 1525 \| \| 2001 \| 1257 \| \| 2011 \| 1002 \| \| 2021 \| 794 \| |           |
| Година на преброяване | Численост |
| 1934 | 2878      |
| 1946 | 3023      |
| 1956 | 2784      |
| 1965 | 2450      |
| 1975 | 2206      |
| 1985 | 1725      |
| 1992 | 1525      |
| 2001 | 1257      |
| 2011 | 1002      |
| 2021 | 794       |

Етническият състав на населението по численост и дял на етническите групи според преброяването през 2011 г. е:
| Етнически групи     | Численост | Дял (в %) |
| Общо                | 1002      | 100       |
| Българи             | 917       | 91,52     |
| Турци               | 4         | 0,40      |
| Цигани              | 46        | 4,59      |
| Други               | ...       | ...       |
| Не се самоопределят | ...       | ...       |
| Не отговорили       | 34        | 3,40      |

В Паничери има хълм наречен „Мараша“. Там се намира водоемът на селото.

## История
След края на Руско-турската война 1877 – 1878 г., по Берлинския договор селото остава на територията на Източна Румелия. От 1885 г. – след Съединението, то се намира в България с името Паничере. Името е уточнено на Паничери през 1966 г.
На около 0,5 km западно от селото до Голямата могила е разкрито праисторическо селище.
С името Чомлек селото е отбелязано в турски документи от 1576 г.
Църквата „Свети Николай“, построена през 1845 г., е запазена.
Училище в селото е открито към църквата през 1845 г. Начално училището е открито през 1882 г. През 1921 г. е открита и прогимназия и училището става основно. Първоначалната сграда е малка и неподходяща за занятия. Съборена е от земетресението през 1928 г. и през 1929 г. се открива нова училищна сграда. През 1962 г. е построена съвременна сграда и през същата година се откриват и VIII клас, две занимални и полуинтернат.
Читалище в село Паничери е основано през януари 1919 г. под името „Пробуда“. След 1944 г. то е преименувано на „Соколов“. Помещава се в обществени сгради до 1950 г., когато е завършен започналият през 1948 г. строеж на читалищен дом. Читалището развива художествената самодейност, увеличава книжния си фонд. През 2009 г. на законово основание към наименованието му е добавена годината на неговото първоначално създаване и то става „Соколов – 1919 г. - с. Паничери“.
Непосредствено след Деветосептемврийския преврат от 1944 година в селото се провежда митинг, на който са „осъдени“ на смърт и убити няколко души.

## Религии
Населението на селото изповядва предимно православно християнство.

## Обществени институции
Село Паничери към 2024 г. е център на кметство Паничери.
В село Паничери към 2024 г. има:
- действащо читалище „Соколов - 1919 г. - с. Паничери“;[18][19]
- действащо общинско основно училище „Христо Ботев“;[20]
- православна църква „Свети Николай“;[21]
- Целодневна детска градина „Слънце“;[22]
- пощенска станция.[23]

## Природни и културни забележителности
В землището на Паничери се намира защитената местност „Герена“ с площ 1,08 ha.
Часовниковата кула в село Паничери е построена през 1981 г. с лични средства от набор 1921 г. Часовникът е реставриран и възстановен през месец май 2021 г.

## Редовни събития
Всяка година в Паничери се празнува Тодоровден. Също така се празнува и съборът на селото.

## Други
С името на село Паничери е наименувана седловина в Антарктида – Паничерска седловина.

## Личности
В Паничери е роден героят граничар Дончо Котов Ганев, загинал в близост до село Бръщен, при Римския мост на Доспат дере на 1 юли 1953 г.
- Паметник на априлци
- Антифашистки паметник